# ドラゴンボール (アニメ)
『ドラゴンボール』（DRAGON BALL）は、鳥山明の同名の漫画を原作とするテレビアニメ。1986年（昭和61年）2月26日から1989年（平成元年）4月19日まで、フジテレビ系列で毎週水曜日 19:00 - 19:30（JST）に放送された。全153話で番組としては終了するが、ストーリーはそのまま後続番組『ドラゴンボールZ』へと続く。
後続番組である『ドラゴンボールZ』などと区別するため、『元祖ドラゴンボール』や『元祖』などとも表記される。

## 概要
原作のうち、連載開始から第23回天下一武道会までの部分のアニメ化に当たる。原作と同様に、シリーズ初期は秘宝「ドラゴンボール」を集める冒険活劇だったが、徐々に格闘路線へとシフトしていく。
基本的には原作漫画をそのまま踏襲しているが、一部アニメのみのオリジナルエピソードや設定もある。これは、原作がまだ週刊連載中にアニメ化され、原作をそのままアニメにすると連載にすぐに追いついてしまうため、オリジナルの話を入れて調節したためである。第22回天下一武道会前の孫悟空の「修行の旅編」、神様の下での「天界修行編」などの他、第23回天下一武道会終了後には5話にわたって悟空とチチをメインとした冒険ストーリー「炎の中のウエディングドレス編」が描かれている。原作者の鳥山明は、アニメオリジナルのエピソードやキャラクターのアイデアをいくつか提供しているが、アニメ制作に基本的に関わっておらず、「ノータッチ」と発言している。鳥山は「正直言うと始めの頃のアニメは、なんとなくどこかに『Dr.スランプ』的な優しさというか、ちょっと甘さを引きずっていて、あまり好きではなかった覚えがありますが、昔のほうがかわいくてスキって人もけっこう多いみたいですね」とも語っている。また鳥山は「アニメ化の際、スタッフに全てお任せするつもりだったので、特に要望は無かった。ただしばらくして、健全な方向に行き過ぎていると感じて、その時だけは注意させていただきました」、「カラフルすぎて『Dr.スランプ アラレちゃん』の色味を引きずりすぎているかな、という話をした」と語っている。
チーフデザイナーの辻忠直以外のスタッフは、 前番組の『Dr.スランプ アラレちゃん』から引き継いだ東映動画のスタッフ陣で、脚本や作画監督、演出、美術なども前番組の『Dr.スランプ アラレちゃん』から引き継いでいるが、原作の人気に反して視聴率は徐々に落ちていった。当時、鳥山の担当編集者だった鳥嶋和彦が悟空がピッコロ大魔王を貫くアニメのシーンを観て、「『Dr.スランプ』の甘い感じを引きずっておりアクションに徹しきれていない」「これは駄目だ」と思ってフジテレビと相談してプロデューサーに降りてもらい、新番組『Z』開始へとつながった。
「アラレフィーバー」を起こした前番組の『Dr.スランプ アラレちゃん』と比べると関連商品は不振に終わり、放映途中でバンダイは「（『ドラゴンボール』の）マーチャン（ダイジング）はおしまい」と述べている。当時の東映動画も同時期では『聖闘士星矢』の方が商品化収入が大きいと語っている。ただしファミリーコンピュータソフトのみは売れた。鳥嶋和彦は1作目『ドラゴンボール 神龍の謎』のヒット後、当時の代理店を通じてスポンサーを降りると申し出たバンダイの橋本真司に対し、「じゃあゲームの許諾を取り消すから2本目はないよ」と言ったことで降板を取り消させており、以降はアニメのスポンサードしないゲーム化は全て断るようになった。
第56話・第57話は、『Dr.スランプ アラレちゃん』のキャラクターが登場し、本作の主人公である孫悟空とブルー将軍以外の『ドラゴンボール』のキャラクターは登場しない。原作とアニメではペンギン村の季節や登場する住民が一部異なり、『Dr.スランプ アラレちゃん』のBGMが使用されている。第56話『うほほーい!アラレ雲にのる』は29.2%で、本作で2番目に高い視聴率だった。
平均視聴率：21.2%（関東地区）、最高視聴率：29.5%（1987年1月21日放送　第47話「KAME HOUSE発見さる!!」・関東地区）。全シリーズ中最高視聴率。

## スタッフ
- 企画（東映動画） - 七條敬三（1話 - 153話）、森下孝三（132話 - 153話）
- フジテレビプロデューサー - 土屋登喜蔵（1話 - 101話）、清水賢治（1話 - 28話、92話 - 153話）、石川順一（131話、132話）
- 原作 - 鳥山明（集英社「週刊少年ジャンプ」連載）
- 製作担当 - 岸本松司
- シリーズディレクター - 岡崎稔、西尾大介
- シリーズ構成 - 小山高生（131話 - 153話）
- 音楽 - 菊池俊輔
- チーフアニメーター - 前田実
- チーフデザイナー - 辻忠直（1話 - 153話）、池田祐二（102話 - 153話）
- 美術進行 - 森英樹 → 中村実
- 特殊効果 - 橋本由香里、熊井芳貴、山本公、朝沼清良、中島正之、青木麻美、桜田和哉、平尾千秋、河内正行
- 撮影 - 池上元秋、佐伯清、鈴木典子、佐藤隆郎、中村哲、立仙裕俊、大藤哲生、前原勝則（スタジオコスモス）
- 編集 - 福光伸一（タバック）
- 録音 - 二宮健治（タバック）
- 音響効果 - 新井秀徳 （フィズサウンド）
- 選曲 - 宮下滋（ビモス）
- オーディオディレクター - 小松亘弘（テアトル・エコー）[14]
- 演助進行・演出助手・製作進行 - 上田芳裕、橋本光夫、佐藤豊、石川敏浩、折目達也、山口彰彦、中村哲、末永雄一、上村康宏
- 広報（フジテレビ） - 木暮雄一（25話 - 130話） → 重岡由美子（131話 - 153話）
- 録音スタジオ - タバック
- 現像 - 東映化学
- 制作 - フジテレビ[注釈 5]、東映動画[注釈 1]

## 主題歌・挿入歌

### 主題歌
楽曲はオープニング・エンディング共に『Z』に移行するまで変更されることはなかったが、途中でアニメーションが変更されている。
歌詞字幕 - OPあり EDなし
オープニングテーマ
「魔訶不思議アドベンチャー!」
作詞 - 森由里子 / 作曲 - いけたけし / 編曲 - 田中公平 / 歌 - 高橋洋樹
「摩訶不思議アドベンチャー!」は誤記。
オープニングアニメーションは当初、悟空、ブルマ、ヤムチャ、ウーロン、プーアル、亀仙人、ウミガメが登場するものだったが、「ピッコロ大魔王編」が始まる第102話からは悟空が中心に描かれ、最初のタイトルの場面および悟空と各地に飛んでいくドラゴンボールの場面以外はすべて変更されている。また、登場するキャラクターもクリリン、ランチ、天津飯、餃子、ヤジロベー、ピッコロ大魔王（シルエット姿）とその側近ピアノが追加された。
企画の七條敬三は本作は原作に「ロマン」を付け加えたものとしており、「魔訶不思議アドベンチャー!」は5人の作詞家が参加した主題歌オーディションにおいて、「この世はでっかい宝島」というロマンあふれる一行が決め手となり採用された。
エンディングテーマ
「ロマンティックあげるよ」
作詞 - 吉田健美 / 作曲 - いけたけし / 編曲 - 田中公平 / 歌 - 橋本潮
ブルマを中心に描かれており、アニメーションも4パターンが製作されている。原作漫画の扉絵や、コミックスの表紙イラストをセル画に描き起こしたものをアレンジして使用した。1度目（1話 - 21話）は孫悟空とその仲間たち、2度目（22話 - 101話）は悟空、クリリン、ランチが登場、3度目（102話 - 132話）は天津飯、餃子、カリン、ヤジロベーも追加された。「第23回天下一武道会」以降では悟空など主要キャラクターが成長したことに伴い、4度目（133 - 最終話）の変更では曲に合せて流れる映像の姿もそれに準じたものになる。過去3回の窓越しに雨を見つめるシーンとは違い、ブルマが崖の上に座っているシーンからスタートした。

### 挿入歌
「めざせ 天下一」（28、86、95話他）
作詞 - 吉田健美 / 作曲 - いけたけし / 編曲 - 京田誠一 / 歌 - 高橋洋樹
「不思議ワンダーランド」（29話）
作詞 - 吉田健美 / 作曲 - いけたけし / 編曲 - 京田誠一 / 歌 - Wonderland Gang（いけたけし）
「ドラゴンボール伝説」（30、33、35、76話他）
作詞 - 泉鬼角 / 作曲 - いけたけし / 編曲 - 京田誠一 / 歌 - 高橋洋樹
「孫悟空ソング」（43話）
作詞 - 河岸亜砂 / 作曲 - 菊池俊輔 / 編曲 - 神保正明 / 歌 - 野沢雅子
「レッドリボンアーミー」（48話）
作詞 - 吉田健美 / 作曲 - いけたけし / 編曲 - 田中公平 / 歌 - Wonderland Gang（宮内タカユキ）
「燃えるハートで 〜レッドリボン軍をやっつけろ〜」（65話）
作詞 - 吉田健美 / 作曲 - いけたけし / 編曲 - 山本健司 / 歌 - Wonderland Gang（いけたけし）
「青き旅人たち」（78話）
作詞 - 森由里子 / 作曲 - いけたけし / 編曲 - 京田誠一 / 歌 - 高橋洋樹
「ウルフハリケーン」（87話）
作詞 - 井上敏樹 / 作曲 - いけたけし / 編曲 - 京田誠一 / 歌 - 古谷徹
「武天老師の教え」（130話）
作詞 - 吉田健美 / 作曲 - 菊池俊輔 / 編曲 - 神保正明 / 歌 - 宮内幸平

## 各話リスト
タイトルコールは八奈見乗児が担当。
孫悟空編（1986年2月 - 1986年5月）
| 放送日         | 話数 | サブタイトル                       | 脚本     | （絵コンテ） 演出     | 作画監督     | 美術     | 原作          |
| -------------- | ---- | ---------------------------------- | -------- | --------------------- | ------------ | -------- | ------------- |
| 1986年 2月26日 | 1    | ブルマと孫悟空                     | 平野靖士 | 岡崎稔（同）          | 前田実       | 辻忠直   | 第1巻         |
| 3月5日         | 2    | あらららー!タマがない!             | 井上敏樹 | 西尾大介（同）        | 竹内留吉     | 伊藤英治 | 第1巻         |
| 3月12日        | 3    | 亀仙人のキント雲                   | 照井啓司 | 竹之内和久（同）      | 内山まさゆき | 辻忠直   | 第1巻         |
| 3月19日        | 4    | 人さらい妖怪ウーロン               | 島田満   | 岡崎稔                | 前田実       | 池田祐二 | 第1巻         |
| 3月26日        | 5    | つよくて悪い砂漠のヤムチャ         | 小山高男 | 西尾大介              | 海老沢幸男   | 辻忠直   | 第1巻         |
| 4月2日         | 6    | 真夜中の訪問者たち                 | 平野靖士 | 竹之内和久            | 内山まさゆき | 池田祐二 | 第1巻         |
| 4月9日         | 7    | フライパン山の牛魔王               | 井上敏樹 | （遠藤克己） 上田芳裕 | 進藤満尾     | 辻忠直   | 第1巻 - 第2巻 |
| 4月16日        | 8    | 亀仙人のカメハメ波                 | 照井啓司 | （有迫俊彦） 上田芳裕 | 前田実       | 池田祐二 | 第2巻         |
| 4月23日        | 9    | うさぎオヤブンの得意技             | 島田満   | 岡崎稔                | 前田実       | 辻忠直   | 第2巻         |
| 4月30日        | 10   | D.B.（ドラゴンボール）うばわれる!! | 小山高男 | 竹之内和久            | 竹内留吉     | 池田祐二 | 第2巻         |
| 5月7日         | 11   | ついに龍あらわる!                  | 平野靖士 | 西尾大介              | 内山まさゆき | 辻忠直   | 第2巻         |
| 5月14日        | 12   | 神龍への願い                       | 井上敏樹 | （有迫俊彦） 上田芳裕 | 海老沢幸男   | 池田祐二 | 第2巻         |
| 5月21日        | 13   | 悟空の大変身                       | 照井啓司 | （永丘昭典） 佐藤豊   | 進藤満尾     | 池田祐二 | 第2巻         |

計13話（1986年2月26日 - 1986年5月21日）
第21回天下一武道会編（1986年5月 - 1986年9月）
| 放送日         | 話数 | サブタイトル               | 脚本     | （絵コンテ） 演出           | 作画監督         | 美術              | 原作          |
| -------------- | ---- | -------------------------- | -------- | --------------------------- | ---------------- | ----------------- | ------------- |
| 1986年 5月28日 | 14   | 悟空のライバル?参上!!      | 照井啓司 | 竹之内和久                  | 青嶋克己         | 伊藤岩光          | 第2巻 - 第3巻 |
| 6月4日         | 15   | ?（ふしぎ）な女の子ランチ  | 井上敏樹 | 岡崎稔                      | 前田実           | 池田祐二 山元健生 | 第3巻         |
| 6月11日        | 16   | 修業・石さがし             | 平野靖士 | 西尾大介（同）              | 内山まさゆき     | 伊藤岩光          | 第3巻         |
| 6月18日        | 17   | 命がけ!牛乳はいたつ        | 小山高男 | 佐藤豊                      | 進藤満尾         | 池田祐二          | 第3巻         |
| 6月25日        | 18   | 亀仙流きつーい修業         | 照井啓司 | （海老沢幸男） 上田芳裕     | 海老沢幸男（同） | 池田祐二          | 第3巻         |
| 7月2日         | 19   | 天下一武道会はじまる!      | 井上敏樹 | 竹之内和久                  | 竹内留吉         | 伊藤岩光          | 第3巻         |
| 7月9日         | 20   | でるか!?修業の威力         | 平野靖士 | 西尾大介（同）              | 内山まさゆき     | 池田祐二          | 第3巻         |
| 7月16日        | 21   | 危うし!クリリン            | 照井啓司 | （いわなみはるき） 上田芳裕 | 青嶋克己         | 伊藤岩光          | 第3巻         |
| 7月23日        | 22   | ヤムチャVSジャッキーチュン | 小山高男 | 岡崎稔                      | 前田実           | 池田祐二          | 第4巻         |
| 7月30日        | 23   | 出たーっ!強敵ギラン        | 井上敏樹 | 西尾大介                    | 内山まさゆき     | 伊藤岩光          | 第4巻         |
| 8月6日         | 24   | クリリン必死の大攻防戦     | 平野靖士 | 竹之内和久                  | 進藤満尾         | 池田祐二 山元健生 | 第4巻         |
| 8月13日        | 25   | たて悟空!恐るべき天空X字拳 | 照井啓司 | （いわなみはるき） 上田芳裕 | 海老沢幸男       | 伊藤岩光          | 第4巻         |
| 8月20日        | 26   | 決勝戦だ!!カメハメ波       | 照井啓司 | 上田芳裕                    | 竹内留吉         | 池田祐二 山元健生 | 第4巻 - 第5巻 |
| 8月27日        | 27   | 悟空・最大のピンチ         | 平野靖士 | 竹之内和久                  | 内山まさゆき     | 伊藤岩光          | 第5巻         |
| 9月3日         | 28   | 激突!!パワー対パワー       | 島田満   | 西尾大介                    | 青嶋克己         | 山元健生          | 第5巻         |

計15話（1986年5月28日 - 1986年9月3日）
レッドリボン軍編（1986年9月 - 1987年7月）
| 放送日         | 話数 | サブタイトル                | 脚本     | （絵コンテ） 演出         | 作画監督     | 美術              | 原作          |
| -------------- | ---- | --------------------------- | -------- | ------------------------- | ------------ | ----------------- | ------------- |
| 1986年 9月10日 | 29   | ふたたび冒険さまよう湖      | 小山高男 | 岡崎稔                    | 前田実       | 伊藤岩光          | 第5巻         |
| 9月17日        | 30   | ピラフと謎の軍団            | 照井啓司 | 竹之内和久                | 進藤満尾     | 池田祐二 山元健生 |               |
| 9月24日        | 31   | ゲゲ!ニセ悟空出現!!         | 平野靖士 | 西尾大介                  | 内山まさゆき | 伊藤岩光          |               |
| 10月1日        | 32   | 消えた!?空とぶ要塞          | 照井啓司 | 上田芳裕                  | 竹内留吉     | 山元健生          |               |
| 10月8日        | 33   | 龍の伝説                    | 井上敏樹 | 竹之内和久                | 海老沢幸男   | 伊藤岩光          |               |
| 10月15日       | 34   | 非情のレッドリボン          | 照井啓司 | 上田芳裕                  | 内山まさゆき | 山元健生          | 第5巻         |
| 10月22日       | 35   | 北の少女スノ                | 照井啓司 | 西尾大介                  | 青嶋克己     | 伊藤岩光          | 第5巻         |
| 10月29日       | 36   | マッスル塔（タワー）の恐怖  | 照井啓司 | 岡崎稔                    | 前田実       | 山元健生          | 第5巻         |
| 11月5日        | 37   | 忍者ムラサキ参上            | 島田満   | 竹之内和久                | 進藤満尾     | 伊藤岩光          | 第5巻 - 第6巻 |
| 11月12日       | 38   | 恐るべし!!分身の術          | 丸尾みほ | 遠藤勇二                  | 内山まさゆき | 山元健生          | 第6巻         |
| 11月19日       | 39   | 謎の人造人間8号             | 照井啓司 | 竹之内和久                | 海老沢幸男   | 伊藤岩光          | 第6巻         |
| 11月26日       | 40   | どうする悟空!!戦慄のブヨン  | 島田満   | 上田芳裕                  | 竹内留吉     | 山本善之          | 第6巻         |
| 12月3日        | 41   | マッスルタワーの最期        | 丸尾みほ | 竹之内和久                | 内山まさゆき | 山元健生          | 第6巻         |
| 12月10日       | 42   | 危機一髪!!ガンバレ8ちゃん   | 照井啓司 | 岡崎稔                    | 進藤満尾     | 金島邦夫          | 第6巻         |
| 12月17日       | 43   | 西の都のブルマんち          | 照井啓司 | 上田芳裕                  | 竹内留吉     | 山元健生          | 第6巻         |
| 12月24日       | 44   | 悟空と仲間と危険がいっぱい  | 島田満   | 竹之内和久                | 内山まさゆき | 山元健生          | 第6巻         |
| 1987年 1月7日  | 45   | 気をつけろ!空中の罠         | 島田満   | （今沢哲男） 竹之内和久   | 海老沢幸男   | 山元健生          | 第6巻         |
| 1月14日        | 46   | ブルマの大失敗              | 丸尾みほ | 竹之内和久                | 内山まさゆき | 山元健生          | 第6巻         |
| 1月21日        | 47   | KAME HOUSE発見さる!!        | 照井啓司 | 遠藤勇二                  | 進藤満尾     | 伊藤岩光          | 第6巻         |
| 1月28日        | 48   | ブルー将軍攻撃開始!!        | 井上敏樹 | 上田芳裕                  | 竹内留吉     | 山元健生          | 第6巻         |
| 2月4日         | 49   | 危うしランチさん            | 平野靖士 | （東野竜夫） 竹之内和久   | 内山まさゆき | 伊藤岩光          | 第6巻 - 第7巻 |
| 2月11日        | 50   | 海賊たちのワナ              | 井上敏樹 | 岡崎稔                    | 前田実       | 山元健生          | 第7巻         |
| 2月18日        | 51   | 海底のガードマン            | 照井啓司 | 竹之内和久                | 青嶋克己     | 伊藤岩光          | 第7巻         |
| 2月25日        | 52   | やった!お宝発見             | 井上敏樹 | 上田芳裕                  | 内山まさゆき | 山元健生          | 第7巻         |
| 3月4日         | 53   | 恐怖の光る眼                | 島田満   | 西尾大介                  | 進藤満尾     | 山元健生          | 第7巻         |
| 3月11日        | 54   | 逃げろや逃げろ!!大脱出      | 照井啓司 | 竹之内和久                | 内山まさゆき | 高田茂祝          | 第7巻         |
| 3月18日        | 55   | んちゃ!追ってペンギン村     | 島田満   | 上田芳裕                  | 竹内留吉     | 山元健生          | 第7巻         |
| 3月25日        | 56   | うほほーい!アラレ雲にのる   | 井上敏樹 | （海老沢幸男） 竹之内和久 | 海老沢幸男   | 高田茂祝          | 第7巻         |
| 4月8日         | 57   | 対決!アラレVSブルー         | 照井啓司 | 岡崎稔                    | 前田実       | 山元健生          | 第7巻         |
| 4月15日        | 58   | 魔境の聖地カリン            | 井上敏樹 | 西尾大介                  | 内山まさゆき | 高田茂祝          | 第7巻 - 第8巻 |
| 4月22日        | 59   | きた!世界一の殺し屋“桃白白” | 照井啓司 | 竹之内和久                | 青嶋克己     | 山元健生          | 第8巻         |
| 4月29日        | 60   | 勝負!!カメハメ波vsどどん波  | 照井啓司 | 西尾大介                  | 進藤満尾     | 高田茂祝          | 第8巻         |
| 5月6日         | 61   | カリン塔のカリン様          | 島田満   | 上田芳裕                  | 竹内留吉     | 山元健生          | 第8巻         |
| 5月13日        | 62   | 果して!?超聖水のききめ      | 島田満   | 竹之内和久                | 内山まさゆき | 高田茂祝          | 第8巻         |
| 5月20日        | 63   | 孫悟空の逆襲                | 照井啓司 | （海老沢幸男） 上田芳裕   | 海老沢幸男   | 山元健生          | 第8巻         |
| 5月27日        | 64   | 最後の桃白白                | 雪室俊一 | 岡崎稔                    | 前田実       | 高田茂祝          | 第8巻         |
| 6月10日        | 65   | ゆけ悟空!突撃開始           | 井上敏樹 | 西尾大介                  | 内山まさゆき | 山元健生          | 第8巻         |
| 6月17日        | 66   | レッドリボン軍必死の攻防    | 照井啓司 | 竹之内和久                | 青嶋克己     | 伊藤岩光          | 第8巻         |
| 6月24日        | 67   | レッド総帥死す!!            | 平野靖士 | 西尾大介                  | 進藤満尾     | 高田茂祝          | 第8巻         |
| 7月1日         | 68   | 最後のドラゴンボール        | 雪室俊一 | 上田芳裕                  | 竹内留吉     | 山元健生          | 第8巻 - 第9巻 |

計40話（1986年9月10日 - 1987年7月1日）
占いババの戦士・ピラフとの対決（1987年7月 - 1987年9月）
※79話以降はアニメオリジナル
| 放送日        | 話数 | サブタイトル                 | 脚本          | （絵コンテ） 演出             | 作画監督     | 美術              | 原作   |
| ------------- | ---- | ---------------------------- | ------------- | ----------------------------- | ------------ | ----------------- | ------ |
| 1987年 7月8日 | 69   | キュートな!?占いババ         | 島田満        | 竹之内和久                    | 内山まさゆき | 高田茂祝 池田祐二 | 第9巻  |
| 7月15日       | 70   | 突撃!われら5人の戦士         | 照井啓司      | （いわなみはるき） 上田芳裕   | 海老沢幸男   | 山元健生          | 第9巻  |
| 7月22日       | 71   | 決死の大流血戦!              | 雪室俊一      | 岡崎稔                        | 前田実       | 山口俊和          | 第9巻  |
| 7月29日       | 72   | 悟空見参!悪魔の便所          | 井上敏樹      | 竹之内和久                    | 内山まさゆき | 高田茂祝          | 第9巻  |
| 8月5日        | 73   | 必殺アクマイト光線とは!?     | 平野靖士      | 上田芳裕                      | 青嶋克己     | 山元健生          | 第9巻  |
| 8月12日       | 74   | なぞの五人目の男             | 宮崎博子      | （いわなみはるき） 竹之内和久 | 進藤満尾     | 山元健生          | 第9巻  |
| 8月19日       | 75   | 激突!!強敵同志               | 島田満        | 上田芳裕                      | 竹内留吉     | 高田茂祝          | 第9巻  |
| 8月26日       | 76   | 仮面男の正体は!?             | 平野靖士      | 岡崎稔                        | 小原太一郎   | 山口俊和          | 第9巻  |
| 9月2日        | 77   | ピラフの大作戦               | 井上敏樹      | 竹之内和久                    | 海老沢幸男   | 山元健生          | 第10巻 |
| 9月9日        | 78   | 神龍ふたたび                 | 照井啓司      | 上田芳裕                      | 内山まさゆき | 高田茂祝          | 第10巻 |
| 9月16日       | 79   | 金角・銀角の人食いひょうたん | 照井啓司      | 竹之内和久                    | 進藤満尾     | 山元健生          |        |
| 9月23日       | 80   | いざ御前試合!悟空VS天龍      | 井上敏樹      | 上田芳裕                      | 小原太一郎   | 高田茂祝          |        |
| 9月30日       | 81   | 悟空・魔界へ行く             | 島田満 出手敬 | 西尾大介                      | 海老沢幸男   | 高田茂祝          |        |
| 10月7日       | 82   | あばれ怪獣イノシカチョウ     | 雪室俊一      | 岡崎稔                        | 前田実       | 山元健生          |        |
| 10月14日      | 83   | いそげ悟空!天下一武道会      | 平野靖士      | 有迫俊彦                      | 竹内留吉     | 山元健生          |        |

計15話（1987年7月8日 - 1987年10月14日）
第22回天下一武道会編（1987年10月 - 1988年2月）
| 放送日          | 話数 | サブタイトル                   | 脚本              | （絵コンテ） 演出     | 作画監督     | 美術     | 原作            |
| --------------- | ---- | ------------------------------ | ----------------- | --------------------- | ------------ | -------- | --------------- |
| 1987年 10月21日 | 84   | めざせ武道天下一!!             | 照井啓司          | 岡崎稔                | 内山まさゆき | 高田茂祝 | 第10巻          |
| 10月28日        | 85   | 勝ちのこるぞっ!!予選サバイバル | 井上敏樹          | （楠田悟） 西尾大介   | 内山まさゆき | 山元健生 | 第10巻          |
| 11月4日         | 86   | 決定!!8人の勇者たち            | 照井啓司          | 竹之内和久            | 海老沢幸男   | 高田茂祝 | 第10巻          |
| 11月11日        | 87   | 対決!!ヤムチャVS天津飯         | 雪室俊一          | 上田芳裕              | 内山まさゆき | 山元健生 | 第10巻          |
| 11月18日        | 88   | ゆけヤムチャ!恐るべし天津飯    | 井上敏樹          | 西尾大介              | 進藤満尾     | 高田茂祝 | 第10巻          |
| 11月25日        | 89   | 恐怖!!満月の恨み               | 島田満            | 岡崎稔                | 前田実       | 高田茂祝 | 第10巻          |
| 12月2日         | 90   | なななっ!!なんとどどん波       | 雪室俊一          | 上田芳裕              | 竹内留吉     | 山元健生 | 第10巻          |
| 12月9日         | 91   | 逆転!!クリリンの8でんネ大作戦  | 井上敏樹          | 西尾大介              | 内山まさゆき | 山元健生 | 第11巻          |
| 12月16日        | 92   | おまたせーっ!孫悟空参上!!      | 照井啓司          | 竹之内和久            | 海老沢幸男   | 高田茂祝 | 第11巻          |
| 12月23日        | 93   | 実力伯仲!!天津飯VSジャッキー   | 小山高男 荒川稔久 | 西尾大介              | 内山まさゆき | 山元健生 | 第11巻          |
| 12月30日        | 94   | ゲゲゲッ!!新鶴仙流・太陽拳     | 照井啓司          | 上田芳裕              | 竹内留吉     | 高田茂祝 | 第11巻          |
| 1988年 1月6日   | 95   | ファイト!!悟空VSクリリン       | 島田満            | 竹之内和久            | 進藤満尾     | 山元健生 | 第11巻          |
| 1月13日         | 96   | まさか悟空!?クリリンの大作戦   | 雪室俊一          | 西尾大介              | 内山まさゆき | 高田茂祝 | 第11巻          |
| 1月20日         | 97   | 決勝!!はたして武道天下一は!?   | 照井啓司          | 岡崎稔                | 前田実       | 山元健生 | 第11巻          |
| 1月27日         | 98   | 秘技・排球拳VS戦闘パワー       | 由木義文          | 上田芳裕              | 小原太一郎   | 高田茂祝 | 第11巻          |
| 2月3日          | 99   | 天津飯の苦悩!!                 | 井上敏樹          | （楠田悟） 竹之内和久 | 海老沢幸男   | 山元健生 | 第11巻          |
| 2月10日         | 100  | 生か死か!?最後の手段           | 照井啓司          | （青嶋克己） 橋本光夫 | 青嶋克己     | 高田茂祝 | 第11巻 - 第12巻 |
| 2月17日         | 101  | 武道会終了!そして…!!           | 島田満            | 西尾大介              | 内山まさゆき | 山元健生 | 第12巻          |

計18話（1987年10月21日 - 1988年2月17日）
ピッコロ大魔王編（1988年2月 - 1988年8月）
| 放送日         | 話数 | サブタイトル                   | 脚本       | （絵コンテ） 演出         | 作画監督     | 美術     | 原作            |
| -------------- | ---- | ------------------------------ | ---------- | ------------------------- | ------------ | -------- | --------------- |
| 1988年 2月24日 | 102  | クリリンの死 恐ろしき陰謀!!    | 照井啓司   | 竹之内和久                | 竹内留吉     | 山元健生 | 第12巻          |
| 3月2日         | 103  | ピッコロ大魔王の恐怖!!         | 井上敏樹   | 上田芳裕                  | 進藤満尾     | 高田茂祝 | 第12巻          |
| 3月9日         | 104  | よみがえれ孫悟空!!             | 照井啓司   | 岡崎稔                    | 前田実       | 山元健生 | 第12巻          |
| 3月16日        | 105  | 怪男児・ヤジロベー登場!!       | 島田満     | （楠田悟） 上田芳裕       | 内山まさゆき | 高田茂祝 | 第12巻          |
| 3月23日        | 106  | 魔獣・タンバリンがやってくる!! | 井上敏樹   | （海老沢幸男） 竹之内和久 | 海老沢幸男   | 山元健生 | 第12巻          |
| 4月6日         | 107  | 孫悟空・怒り爆発!!             | 照井啓司   | 西尾大介                  | 青嶋克己     | 高田茂祝 | 第12巻          |
| 4月13日        | 108  | ピッコロ大魔王降り立つ!!       | 雪室俊一   | 上田芳裕                  | 竹内留吉     | 山元健生 | 第12巻          |
| 4月20日        | 109  | 孫悟空対ピッコロ大魔王         | 丸尾みほ   | 竹之内和久                | 内山まさゆき | 高田茂祝 | 第12巻          |
| 5月4日         | 110  | がんばれっ!孫悟空!!            | 島田満     | （楠田悟） 西尾大介       | 進藤満尾     | 山元健生 | 第12巻 - 第13巻 |
| 5月11日        | 111  | 亀仙人の最後の魔封波!!         | 照井啓司   | 西尾大介                  | 内山まさゆき | 高田茂祝 | 第13巻          |
| 5月18日        | 112  | 若がえるか!?ピッコロ大魔王     | 井上敏樹   | 岡崎稔                    | 前田実       | 山元健生 | 第13巻          |
| 5月25日        | 113  | キングキャッスルの攻防!!       | 島田満     | 竹之内和久                | 海老沢幸男   | 高田茂祝 | 第13巻          |
| 6月1日         | 114  | 悟空のねがい!!カリン様もなやむ | 雪室俊一   | 上田芳裕                  | 進藤満尾     | 山元健生 | 第13巻          |
| 6月8日         | 115  | 手に入れろ!謎の超神水          | 島田満     | （楠田悟） 西尾大介       | 内山まさゆき | 高田茂祝 | 第13巻          |
| 6月22日        | 116  | 生きていた亀仙人!?             | 島田満     | 西尾大介                  | 竹内留吉     | 山元健生 | 第13巻          |
| 6月29日        | 117  | 孫悟空ついに発進!!             | 照井啓司   | （青嶋克己） 橋本光夫     | 青嶋克己     | 高田茂祝 | 第13巻          |
| 7月6日         | 118  | 天津飯の決意!!                 | 井上敏樹   | 上田芳裕                  | 内山まさゆき | 山元健生 | 第13巻          |
| 7月20日        | 119  | きまるか!?伝説の魔封波         | 照井啓司   | 岡崎稔                    | 前田実       | 高田茂祝 | 第13巻          |
| 7月27日        | 120  | 悟空・怒りのフルパワー!!       | 照井啓司   | （海老沢幸男） 橋本光夫   | 内山まさゆき | 山元健生 | 第13巻 - 第14巻 |
| 8月3日         | 121  | 孫悟空 最大の危機!!            | 照井啓司   | 上田芳裕                  | 進藤満尾     | 高田茂祝 | 第14巻          |
| 8月10日        | 122  | 最後の賭け!!                   | 五月はじめ | 岡崎稔                    | 竹内留吉     | 山元健生 | 第14巻          |

計21話（1988年2月24日 - 1988年8月10日）
神殿での修行編（1988年8月 - 1988年11月）
※127話以降はアニメオリジナル　
| 放送日         | 話数 | サブタイトル           | 脚本       | （絵コンテ） 演出       | 作画監督   | 美術              | 原作   |
| -------------- | ---- | ---------------------- | ---------- | ----------------------- | ---------- | ----------------- | ------ |
| 1988年 8月17日 | 123  | 如意棒の秘密           | 照井啓司   | （葛西治） 上田芳裕     | 内山正幸   | 高田茂祝 山元健生 | 第14巻 |
| 8月24日        | 124  | 雲の上の神殿           | 井上敏樹   | （佐藤豊） 橋本光夫     | 海老沢幸男 | 山元健生          | 第14巻 |
| 8月31日        | 125  | 神様登場!!             | 菅良幸     | 岡崎稔                  | 前田実     | 高田茂祝          | 第14巻 |
| 9月14日        | 126  | よみがえる神龍!!       | 照井啓司   | 上田芳裕                | 青嶋克己   | 山元健生          | 第14巻 |
| 9月21日        | 127  | カミナリよりも速く!!   | 菅良幸     | （葛西治） 上田芳裕     | 内山正幸   | 高田茂祝          |        |
| 9月28日        | 128  | 空のように静かに       | 照井啓司   | （楠田悟） 橋本光夫     | 進藤満尾   | 山元健生          |        |
| 10月12日       | 129  | 時をかける悟空         | 井上敏樹   | 上田芳裕                | 竹内留吉   | 高田茂祝          |        |
| 10月19日       | 130  | 悟空の敵は‥悟空!?      | 五月はじめ | （西尾大介） 橋本光夫   | 内山正幸   | 山元健生          |        |
| 10月26日       | 131  | それぞれの道をめざして | 照井啓司   | （海老沢幸男） 橋本光夫 | 海老沢幸男 | 高田茂祝          |        |
| 11月2日        | 132  | マグマより熱く         | 小山高生   | 岡崎稔                  | 前田実     | 山元健生          |        |

計10話（1988年8月17日 - 1988年11月2日）
第23回天下一武道会編（1988年11月 - 1989年4月）
※149話以降はアニメオリジナル
| 放送日         | 話数 | サブタイトル                     | 脚本              | 演出       | 作画監督   | 美術              | 原作            |
| -------------- | ---- | -------------------------------- | ----------------- | ---------- | ---------- | ----------------- | --------------- |
| 1988年 11月9日 | 133  | 嵐の前の再会                     | 小山高生          | 上田芳裕   | 青嶋克己   | 高田茂祝          | 第14巻          |
| 11月16日       | 134  | 波乱の天下一武道会               | 小山高生          | 竹之内和久 | 内山正幸   | 山元健生          | 第14巻          |
| 11月23日       | 135  | 選ばれた8人                      | 照井啓司          | 橋本光夫   | 進藤満尾   | 高田茂祝 山元健生 | 第14巻 - 第15巻 |
| 11月30日       | 136  | 殺し屋桃白白の逆襲               | 照井啓司          | 竹之内和久 | 竹内留吉   | 山元健生          | 第15巻          |
| 12月7日        | 137  | 孫悟空の結婚                     | 島田満            | 上田芳裕   | 内山正幸   | 高田茂祝          | 第15巻          |
| 12月14日       | 138  | 謎の男・シェン                   | 井上敏樹          | 西尾大介   | 海老沢幸男 | 山元健生          | 第15巻          |
| 12月21日       | 139  | 激闘ふたたび!悟空VS天津飯        | 五月はじめ        | 岡崎稔     | 前田実     | 高田茂祝          | 第15巻          |
| 1989年 1月11日 | 140  | ほんとうの力                     | 照井啓司          | 葛西治     | 内山正幸   | 山元健生          | 第15巻          |
| 1月18日        | 141  | 四人の天津飯                     | 井上敏樹          | 葛西治     | 青嶋克己   | 高田茂祝          | 第15巻          |
| 1月25日        | 142  | どっちが強い!?神VSピッコロ大魔王 | 五月はじめ        | 竹之内和久 | 進藤満尾   | 山元健生          | 第15巻 - 第16巻 |
| 2月1日         | 143  | この世の運命を賭けて!            | 小山高生          | 橋本光夫   | 竹内留吉   | 高田茂祝          | 第16巻          |
| 2月8日         | 144  | でた!究極の超カメハメ波          | 井上敏樹          | 西尾大介   | 内山正幸   | 山元健生          | 第16巻          |
| 2月15日        | 145  | ピッコロ大魔王超巨身術           | 照井啓司          | 上田芳裕   | 海老沢幸男 | 高田茂祝          | 第16巻          |
| 2月22日        | 146  | 孫悟空のワナ                     | 照井啓司          | 岡崎稔     | 前田実     | 山元健生          | 第16巻          |
| 3月1日         | 147  | 万事休す!!                       | 井上敏樹          | 竹之内和久 | 内山正幸   | 高田茂祝          | 第16巻          |
| 3月8日         | 148  | やった!地球上最強の男            | 小山高生          | 葛西治     | 青嶋克己   | 山元健生          | 第16巻          |
| 3月15日        | 149  | 炎の中のウェディングドレス       | 小山高生          | 西尾大介   | 進藤満尾   | 高田茂祝          |                 |
| 3月22日        | 150  | 幻の火喰い鳥                     | 照井啓司          | 上田芳裕   | 竹内留吉   | 山元健生          |                 |
| 4月5日         | 151  | チチの花嫁修業のおかげです       | 小山高生 隅沢克之 | 竹之内和久 | 内山正幸   | 高田茂祝          |                 |
| 4月12日        | 152  | いそげ悟空!五行山のなぞ          | 隅沢克之 小山高生 | 橋本光夫   | 海老沢幸男 | 山元健生 高田茂祝 |                 |
| 4月19日        | 153  | 燃えるフライパン山!一瞬の決死行  | 小山高生          | 岡崎稔     | 前田実     | 高田茂祝 山元健生 |                 |

計21話（1988年11月9日 - 1989年4月19日）

## 放送局
系列は放送当時のもの。
| 放送地域       | 放送局         | 放送期間                      | 放送日時                                                                        | 放送系列                                     | 放送体制                                                                    | 備考        |
| -------------- | -------------- | ----------------------------- | ------------------------------------------------------------------------------- | -------------------------------------------- | --------------------------------------------------------------------------- | ----------- |
| 関東広域圏     | フジテレビ     | 1986年2月26日 - 1989年4月19日 | 水曜 19:00 - 19:30                                                              | フジテレビ系列                               | 制作局                                                                      |             |
| 北海道         | 北海道文化放送 | 1986年2月26日 - 1989年4月19日 | 水曜 19:00 - 19:30                                                              | フジテレビ系列                               | 同時ネット                                                                  |             |
| 宮城県         | 仙台放送       | 1986年2月26日 - 1989年4月19日 | 水曜 19:00 - 19:30                                                              | フジテレビ系列                               | 同時ネット                                                                  |             |
| 山形県         | 山形テレビ     | 1986年2月26日 - 1989年4月19日 | 水曜 19:00 - 19:30                                                              | フジテレビ系列                               | 同時ネット                                                                  |             |
| 福島県         | 福島テレビ     | 1986年2月26日 - 1989年4月19日 | 水曜 19:00 - 19:30                                                              | フジテレビ系列                               | 同時ネット                                                                  |             |
| 新潟県         | 新潟総合テレビ | 1986年2月26日 - 1989年4月19日 | 水曜 19:00 - 19:30                                                              | フジテレビ系列                               | 同時ネット                                                                  |             |
| 長野県         | 長野放送       | 1986年2月26日 - 1989年4月19日 | 水曜 19:00 - 19:30                                                              | フジテレビ系列                               | 同時ネット                                                                  |             |
| 静岡県         | テレビ静岡     | 1986年2月26日 - 1989年4月19日 | 水曜 19:00 - 19:30                                                              | フジテレビ系列                               | 同時ネット                                                                  |             |
| 富山県         | 富山テレビ     | 1986年2月26日 - 1989年4月19日 | 水曜 19:00 - 19:30                                                              | フジテレビ系列                               | 同時ネット                                                                  |             |
| 石川県         | 石川テレビ     | 1986年2月26日 - 1989年4月19日 | 水曜 19:00 - 19:30                                                              | フジテレビ系列                               | 同時ネット                                                                  | [ 注釈 11 ] |
| 福井県         | 福井テレビ     | 1986年2月26日 - 1989年4月19日 | 水曜 19:00 - 19:30                                                              | フジテレビ系列                               | 同時ネット                                                                  |             |
| 中京広域圏     | 東海テレビ     | 1986年2月26日 - 1989年4月19日 | 水曜 19:00 - 19:30                                                              | フジテレビ系列                               | 同時ネット                                                                  |             |
| 近畿広域圏     | 関西テレビ     | 1986年2月26日 - 1989年4月19日 | 水曜 19:00 - 19:30                                                              | フジテレビ系列                               | 同時ネット                                                                  |             |
| 島根県・鳥取県 | 山陰中央テレビ | 1986年2月26日 - 1989年4月19日 | 水曜 19:00 - 19:30                                                              | フジテレビ系列                               | 同時ネット                                                                  |             |
| 岡山県・香川県 | 岡山放送       | 1986年2月26日 - 1989年4月19日 | 水曜 19:00 - 19:30                                                              | フジテレビ系列                               | 同時ネット                                                                  |             |
| 広島県         | テレビ新広島   | 1986年2月26日 - 1989年4月19日 | 水曜 19:00 - 19:30                                                              | フジテレビ系列                               | 同時ネット                                                                  |             |
| 愛媛県         | 愛媛放送       | 1986年2月26日 - 1989年4月19日 | 水曜 19:00 - 19:30                                                              | フジテレビ系列                               | 同時ネット                                                                  |             |
| 福岡県         | テレビ西日本   | 1986年2月26日 - 1989年4月19日 | 水曜 19:00 - 19:30                                                              | フジテレビ系列                               | 同時ネット                                                                  |             |
| 佐賀県         | サガテレビ     | 1986年2月26日 - 1989年4月19日 | 水曜 19:00 - 19:30                                                              | フジテレビ系列                               | 同時ネット                                                                  |             |
| 沖縄県         | 沖縄テレビ     | 1986年2月26日 - 1989年4月19日 | 水曜 19:00 - 19:30                                                              | フジテレビ系列                               | 同時ネット                                                                  |             |
| 秋田県         | 秋田テレビ     | 1986年2月26日 - 1989年4月19日 | 水曜 19:00 - 19:30                                                              | フジテレビ系列                               | 同時ネット（一時期のみ時差ネット） 時差ネット時代は木曜19:00-19：30に放送） | [ 注釈 13 ] |
| 熊本県         | テレビ熊本     | 1986年2月26日 - 1989年4月19日 | 水曜 19:00 - 19:30                                                              | フジテレビ系列 テレビ朝日系列                | 同時ネット                                                                  |             |
| 宮崎県         | テレビ宮崎     | 1986年2月26日 - 1989年4月19日 | 水曜 19:00 - 19:30                                                              | フジテレビ系列 日本テレビ系列 テレビ朝日系列 | 同時ネット                                                                  |             |
| 青森県         | 青森放送       |                               | 月曜 17:30 - 18:00                                                              | 日本テレビ系列 テレビ朝日系列                | 時差ネット                                                                  |             |
| 岩手県         | テレビ岩手     |                               | 月曜 16:30 - 17:00                                                              | 日本テレビ系列                               | 時差ネット                                                                  |             |
| 山梨県         | 山梨放送       |                               | 金曜 17:00 - 17:30                                                              | 日本テレビ系列                               | 時差ネット                                                                  |             |
| 徳島県         | 四国放送       |                               | 月曜 17:00 - 17:30                                                              | 日本テレビ系列                               | 時差ネット                                                                  |             |
| 高知県         | テレビ高知     |                               | 月曜 16:30 - 17:00                                                              | TBS系列                                      | 時差ネット                                                                  |             |
| 山口県         | テレビ山口     |                               | 火曜 17:30 - 18:00                                                              | TBS系列                                      | 時差ネット                                                                  | [ 注釈 14 ] |
| 長崎県         | テレビ長崎     |                               | 木曜 16:30 - 17:00                                                              | フジテレビ系列 日本テレビ系列                | 時差ネット                                                                  |             |
| 大分県         | テレビ大分     |                               | 火曜 16:30 - 17:00                                                              | 日本テレビ系列 フジテレビ系列 テレビ朝日系列 | 時差ネット                                                                  |             |
| 鹿児島県       | 鹿児島テレビ   |                               | 木曜 16:30 - 17:00                                                              | 日本テレビ系列 フジテレビ系列                | 時差ネット                                                                  |             |
| 日本全域       | BSフジ         | 不明                          |                                                                                 | BS放送                                       | 時差ネット                                                                  |             |
| 日本全域       | アニマックス   | 不明 -                        | 月曜 - 金曜7:30 - 8:00 5:00 - 5:30 9:30 - 10:00 土曜5:00 - 5:30 日曜8:00 - 9:00 | CS放送                                       | 時差ネット                                                                  |             |

## 劇場版・短編アニメ

### 劇場版
- ドラゴンボール 神龍の伝説（1986年）
- ドラゴンボール 魔神城のねむり姫（1987年）
- ドラゴンボール 摩訶不思議大冒険（1988年）
- ドラゴンボール 最強への道（1996年）

詳細は各項目を参照。第1作『神龍の伝説』から第3作『摩訶不思議大冒険』までは、本作の放映中に製作・公開された。第4作『最強への道』は『ドラゴンボールGT』放映中に製作されたため作画は『GT』のそれに近いものとなり、エンディング曲も『GT』のオープニング曲を使用している｡これらの劇場版は原作のキャラクター設定を変えてストーリーを作ったものとなっている。

### 短編アニメ
本作の放映中に制作された、防災・交通安全のための教育用アニメ。両作品ともに、最後は本作の主題歌の歌詞を防災や交通安全を説いたものに変更した替え歌で締めくくられる。
ドラゴンボール 悟空の交通安全
- 脚本 - 照井啓司、演出 - 橋本光夫、作画 - 内山まさゆき、美術 - 丸森俊昭、音楽 - 菊地俊輔

交通安全を教育するための交通アニメ。内容はブルマの誕生会に出席するため、西の都に向かった悟空たちがブルマの家に着くまでの様子を通じ、悟空の無茶な行動に対して婦警やスノが交通安全の大切さを教えるというもの。
ランチそっくり（顔や口調は青髪のおとなしい方。ただし、髪の色は金髪だった）の婦警が交通安全の指導役として登場し、ラストのクレジットでは単に婦警としか書いていないが、声優もランチと同じ小山茉美が演じている。また、西の都の親戚の家に遊びに行く少女として、レッドリボン軍編で登場したスノ（本編と異なり、悟空とは初対面）が登場。声はアニメ本編同様に渡辺菜生子がプーアルと2役で担当している。第21回天下一武道会に登場したナムも、横断歩道の説明のシーンで一瞬だけ登場しているが、セリフは無い。
西の都を走行している自動車が、近未来的なドラゴンボールの世界のものとは違い現代的な自動車になっていたりするものの、キャラクターの性格、設定などは下記「悟空の消防隊」と比較して原作に忠実なものとなっている。
ドラゴンボール 悟空の消防隊
- 脚本 - 照井啓司、演出 - 竹之内和久、作画 - 海老沢幸男、美術 - 脇威志、音楽 - 菊地俊輔

火災安全を教育するための防災アニメ。消防博物館で視聴可能。内容は消防隊員の悟空たちが町の火災を消し止めながら、火の消し忘れなどの注意を呼びかけるというもの。冒頭の公園のシーンにおいて、弟と花火をしていて火災を起こす少女が、アニメ79話に登場したオリジナルキャラクターのチャオ（声：山本百合子）となっている。火災が起こった高層ビルから逃げ遅れたブルマを悟空が助けにいく場面において、悟空が如意棒を使ってブルマの部屋まで上り、救助を行うシーンがある。
原作と異なり悟空が消防隊員で一般常識をわきまえている、西の都の町並みが原作の近未来的なものとは異なり現代的な町並みになっている、ブルマが原作で登場した大きな邸宅ではなく、ごく普通のマンションで原作未登場のペットの猫（名前は「タマ」だが、118話に登場したカプセルコーポレーションで飼われている同名の猫とは、毛色や顔が全く異なる）と暮らしている、被災するブルマを助けるために筋斗雲を使わずにはしご車を使用しようとする、悟空たちとブルマに面識がない（面識がある描写がない）、などといった特徴があり、原作やアニメ本編とは相違点が多い。

## 映像ソフト化

### DVD
2004年7月7日に全話収録のDVD-BOXが発売、後に2007年4月4日から単巻DVDが発売されている。
DVD-BOX
| 巻数                           | 発売日       | 収録内容    | チャート順位 |
| ------------------------------ | ------------ | ----------- | ------------ |
| DRAGON BALL DVD BOX DRAGON BOX | 2004年7月7日 | 全153話収録 | 10位         |

単巻DVD
| 巻数            | 発売日        | 収録内容          | チャート順位 |
| --------------- | ------------- | ----------------- | ------------ |
| DRAGON BALL #1  | 2007年 4月4日 | 第1話 - 第6話     | 8位          |
| DRAGON BALL #2  | 2007年 4月4日 | 第7話 - 第12話    | 11位         |
| DRAGON BALL #3  | 2007年 4月4日 | 第13話 - 第18話   | 13位         |
| DRAGON BALL #4  | 5月2日        | 第19話 - 第24話   | 11位         |
| DRAGON BALL #5  | 5月2日        | 第25話 - 第30話   | 13位         |
| DRAGON BALL #6  | 5月2日        | 第31話 - 第36話   | 14位         |
| DRAGON BALL #7  | 6月6日        | 第37話 - 第42話   | 13位         |
| DRAGON BALL #8  | 6月6日        | 第43話 - 第48話   | 14位         |
| DRAGON BALL #9  | 6月6日        | 第49話 - 第54話   | 15位         |
| DRAGON BALL #10 | 7月4日        | 第55話 - 第60話   | 12位         |
| DRAGON BALL #11 | 7月4日        | 第61話 - 第66話   | 13位         |
| DRAGON BALL #12 | 7月4日        | 第67話 - 第72話   | 14位         |
| DRAGON BALL #13 | 8月1日        | 第73話 - 第78話   | 20位         |
| DRAGON BALL #14 | 8月1日        | 第79話 - 第84話   | 21位         |
| DRAGON BALL #15 | 8月1日        | 第85話 - 第90話   | 23位         |
| DRAGON BALL #16 | 9月5日        | 第91話 - 第96話   | 13位         |
| DRAGON BALL #17 | 9月5日        | 第97話 - 第102話  | 14位         |
| DRAGON BALL #18 | 9月5日        | 第103話 - 第108話 | 15位         |
| DRAGON BALL #19 | 10月3日       | 第109話 - 第114話 | 6位          |
| DRAGON BALL #20 | 10月3日       | 第115話 - 第120話 | 7位          |
| DRAGON BALL #21 | 10月3日       | 第121話 - 第126話 | 8位          |
| DRAGON BALL #22 | 11月7日       | 第127話 - 第132話 | 15位         |
| DRAGON BALL #23 | 11月7日       | 第133話 - 第138話 | 11位         |
| DRAGON BALL #24 | 11月7日       | 第139話 - 第143話 | 14位         |
| DRAGON BALL #25 | 12月5日       | 第144話 - 第148話 | 18位         |
| DRAGON BALL #26 | 12月5日       | 第149話 - 第153話 | 20位         |

現在販売されているドラゴンボールのDVDには、本放送とはいくつか仕様の違いがある。まず、本放送では次回予告はEDの前に配置されていたのに対し、DVDではEDの後に配置されている。そして最も顕著な違いは本編の音質である。本放送ではシネテープの磁気音声を使用していたのに対し、DVDではフィルムトラックの光学音声が使用されている。この仕様の違いは、同時期の東映作品も同様である。

### VHS
劇場版ドラゴンボールシリーズ
発売・販売・製作は東映、東映ビデオ。劇場版各作品は公開後早い場合で数か月ほどでビデオ化されたが、テレビシリーズのビデオ化は2004年までされず、放送終了から15年近くかかった。

## 関連CD
シングル
- 魔訶不思議アドベンチャー!

アルバム
- ドラゴンボール 全曲集（1987年12月21日/1991年10月21日[再発]/1998年3月21日[再々発]）
- ドラゴンボール 全曲集 (2003年盤)（2003年9月25日）
- 「ドラゴンボール」「ドラゴンボールZ」大全集（1994年4月1日）

サウンドトラック
- ドラゴンボール 音楽集

## イベント
ドラゴンボールライブショー
着ぐるみを使ったライブショー。1ステージ約30分。
PART I「裏切り者、ウーロンをさがせ!」
PART II「目指せ!天下一武道会」

## CMへの起用
サンヨー食品
「サッポロボーイ おもしろめん」（1986年頃）
三越日本橋本店・「三越こども博覧会」
『ドラゴンボール』、『Dr.スランプ アラレちゃん』、『キン肉マン』が登場（1980年代後半）。
ひらかたパーク・「ひらかたパーク ドラゴンボール89」
『ひみつのアッコちゃん』、『ビックリマン』、『聖闘士星矢』、『ゲゲゲの鬼太郎』が登場（1989年）。